# Sportski centar Morača
Das Sportski centar Morača (montenegrinisch Спортски центар Морача; deutsch Sportzentrum Morača) ist ein Sportzentrum mit verschiedenen Sportstätten in der montenegrinischen Hauptstadt Podgorica. Der 1978 eingeweihte Bau liegt am rechten Ufer des Flusses Morača, der dem Zentrum seinen Namen gibt. Die Anlage erstreckt sich über fünf Hektar und ist Eigentum der Stadt. Es wird u. a. als Heimspielstätte des Sportvereins Budućnost Podgorica mit seinen verschiedenen Abteilungen des Clubs genutzt. Neben dem Sport finden auch Kulturveranstaltungen und Konzerte statt.

## Geschichte
Die Anlage wurde 1978 eröffnet. Zu diesem Anlass traf die jugoslawische Basketballnationalmannschaft in einem Freundschaftsspiel auf die US-amerikanische College-Basketballmannschaft der Wichita State Shockers.
Im Vorfeld der Basketball-Europameisterschaft 2005 wurde die Halle grundlegend saniert, um die Anforderungen der FIBA Europa zu erfüllen. 2009 erhielt das Zentrum  ein Schwimm- wie auch ein Wasserballbecken. Es war Austragungsort der Weltliga 2009. 2018 wurde die Haupthalle renoviert und erweitert, damit sie dem Standard der ULEB genügen (u. a. mindestens 5000 Sitzplätze) und die Partien der EuroLeague vom KK Budućnost Podgorica stattfinden können. Das Sitzplatzangebot wurde auf 6000 erhöht und zusätzlich V.I.P.-Logen eingebaut. Darüber hinaus wurde das frühere Wasserball-Hallenbecken in eine Halle für Basketball, Handball und Volleyball mit 2.200 Plätzen umgewandelt. Die Kosten lagen bei rund 4,5 Mio. Euro.
Das Sportski centar Morača wurde als einer von vier Spielorte der Handball-Europameisterschaft der Frauen 2022 ausgewählt.

## Einrichtungen des Zentrums
- Haupthalle: 6000 Sitzplätze auf den Rängen
- Kleine Halle: 2200 Sitzplätze auf den Rängen
- Freiluft-Schwimmbecken mit Olympia-Maßen (50 × 25 m): 1900 Sitzplätze auf den Rängen
- Kampfsport-Halle
- Tischtennis-Halle
- Freiluftplätze für Futsal und Handball
- Freiluft-Laufstrecke
- Sauna
- Restaurants
- Fitnessstudio
- Medienraum